# Arno Paulsen
Arno Paulsen, född 3 januari 1900 i Stettin, dåvarande Provinsen Pommern, Kejsardömet Tyskland (nu Szczecin, Polen), död 17 september 1969 i Baden-Baden, Baden-Württemberg, Västtyskland, var en tysk skådespelare och röstskådespelare. Paulsen var flitigt förekommande som skådespelare i tysk efterkrigsfilm på 1940-talet och 1950-talet. Han medverkade i flera av östtyska DEFAs filmer.
Paulsen är som röstskådespelare mest känd som den tyska rösten till Oliver Hardy i majoriteten av Helan och Halvans filmer.

## Filmografi, urval
- 1946 – Mördarna finns mitt ibland oss
- 1948 – Farligt vittne
- 1948 – Fridolins sällsamma äventyr
- 1948 – Gatubekantskap
- 1949 – Syndens väg
- 1950 – Bürgermeister Anna
- 1950 – Våld i hemlighet
- 1954 – Spionchefen Canaris
- 1954 – Skandal i sista ringen
- 1955 – Hotel Adlon
- 1958 – Rosemarie – glädjeflickan
- 1959 – Storstadsligan

### Webbkällor
- Arno Paulsen på filmportal.de

### Fotnoter
1. 1 2  filmportal.de, Filmportal-ID: adb51580b777459aa60f534e97df33a0, läst: 9 oktober 2017.[källa från Wikidata]
2. ↑  Gemeinsame Normdatei, läst: 15 december 2014.[källa från Wikidata]
3. ↑  Gemeinsame Normdatei, läst: 31 december 2014.[källa från Wikidata]
4. ↑  Norbert Aping (2004). Das Dick-und-Doof-Buch: die Geschichte von Laurel und Hardy in Deutschland. ISBN 978-3894723569